# Феодот (комендант Сард)
Феодот или Теодот (др.-греч. Θεόδοτος, III век до н. э.) — военачальник Лисимаха, комендант Сард.
Лисимах назначил Феодота комендантом Сард и доверил охрану находившихся в них сокровищ. Во время последней войны диадохов, когда Селевк I выступил против Лисимаха, его войско в начале 281 года до н. э. осадило город. По свидетельству Полиэна, сирийский царь оказался не в состоянии захватить хорошо укреплённую крепость и поэтому публично пообещал огромную награду в сто талантов тому, кто убьёт Феодота. Таким образом он смог посеять взаимное недоверие между начальником лидийской столицы и его воинами. Поэтому Феодот, решив предупредить измену в отношении себя, ночью сам открыл ворота и, впустив Селевка, вручил ему казну Лисимаха. По мнению И. Г. Дройзена, Феодот решил не только сохранить себе жизнь, но и самому получить сто талантов.
В будущем Сарды играли важную роль в державе Селеквидов как один из ключевых пунктов их власти в Малой Азии. О. Ю. Климов противопоставляет Феодота другому хранителю казны фракийского царя Филетеру, сумевшему сохранить и власть, и доверенные ему сокровища, хотя значение Сард и Пергама было на тот момент несоизмеримо.
В. Хеккель отмечал, что в античных источниках при описании событий IV века до н. э. упомянуты ещё два Феодота — хилиарх гипаспистов Александра Македонского и наварх Антигона I Одноглазого. Феодот-наварх Антигона умер от ран в 315/314 году до н. э. Феодот-хилиарх Александра, по мнению В. Хеккеля, не идентичен Феодоту-коменданту Сард и был его тёзкой.